# Saint-Yrieix-les-Bois
Saint-Yrieix-les-Bois – miejscowość i gmina we Francji, w regionie Nowa Akwitania, w departamencie Creuse.
Według danych na rok 1990 gminę zamieszkiwało 326 osób, a gęstość zaludnienia wynosiła 21 osób/km² (wśród 747 gmin Limousin Saint-Yrieix-les-Bois plasuje się na 340. miejscu pod względem liczby ludności, natomiast pod względem powierzchni na miejscu 430.).

## Populacja

Populacja Saint-Yrieix-les-Bois w latach 1962–2008